# John Campbell, I conte di Breadalbane
John Campbell, I conte di Breadalbane e Holland (1636 – 1717), è stato un politico scozzese.
Fu il vero artefice del massacro di Glencoe (1692); avversario dell'unione tra i regni di Scozia e Inghilterra, fu successivamente pari del parlamento britannico.